# Drosophila cundinamarca
Drosophila cundinamarca är en tvåvingeart i släktet Drosophila.

## Taxonomi och släktskap
Drosophila cundinamarca beskrevs av Vilela och Gerhard Bächli 2000. Arten ingår i släktet Drosophila och familjen daggflugor.

## Utbredning
Artens utbredningsområde är Colombia.